# Ululodes vetulus
Ululodes vetulus is een insect uit de familie van de vlinderhaften (Ascalaphidae), die tot de orde netvleugeligen (Neuroptera) behoort. 
Ululodes vetulus is voor het eerst wetenschappelijk beschreven door Rambur in 1842.